# 정예

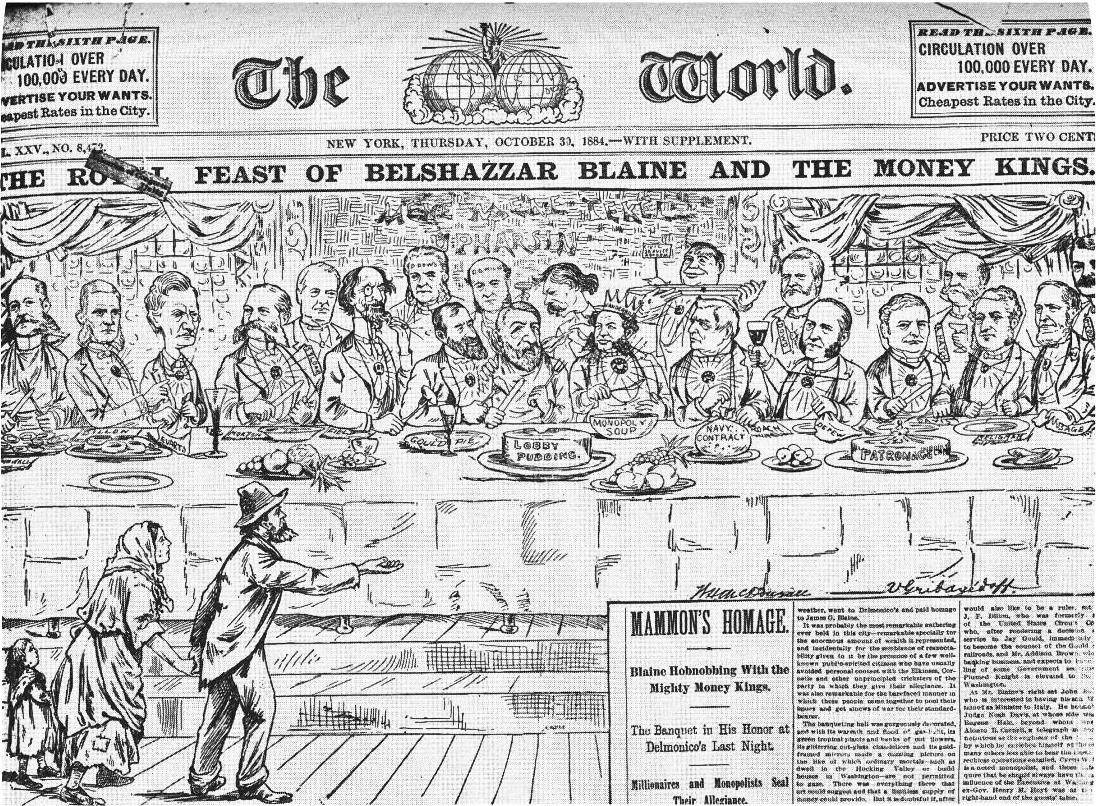

정예(精銳), 또는 엘리트(Elite)는 사회의 각 분야에서 그 분야의 동향에 결정적인 영향력을 갖고, 또 한 나라의 운명을 좌우하는 영향력을 갖는 비교적 소수의 사람들로 정치인을 뜻한다. 본래 귀족주의적인 개념으로서 뛰어난, 강력한이라는 의미에서 발생하였다.
절대다수 사회성원 스스로의 운명을 결정할 수 없다는 불만은 특히 사회적 결함이 심화·불안·동요할 때 표면화한다. 이러한 때 기존체제를 옹호하고 위기를 극복하고자 지배자 측에서 먼저 나서는 게 통례이다. 사회에는 소수의 정치적·지적 자질이 뛰어난 자가 있다는 설득적인 논거가 엘리트란 말 속에 함축되어 있다.
이러한 함축성 있는 의미에서 지배계급이 극단적으로 문화를 전유(專有)하고 있는 상태를 기본으로 하면, 지배계급＝인텔리겐치아＝엘리트로 되고 이러한 의미에서 엘리트는 인텔리겐치아와 개념적으로 관련된다. 그러나 현대사회에서는 이와 같은 관련은 통용되지 않는다. 특히 독일 나치즘의 엘리트론으로 쓰라린 경험을 맛본 이후 엘리트에는 이미 하나의 의미가 더해졌다. 그것은 지적 자질의 우수성이라기보다도 권모(權謀)·술책(術策) 기타 반인간적·반사회적인 것에 있어서의 탁월성을 뜻한다. 밀스(C. W. Mills, 1916-1962)의 '파워 엘리트'(Power elite)는 이러한 것의 하나이고, 이 경우에는 인텔리겐치아의 개념과는 무관하게 된다.
고전적 엘리트 개념과 현대적 엘리트 개념의 공통점은 대중을 무력한 존재로 보고 있다는 점이다.

## 같이 보기
- 사회계층
- 엘리트주의